# Епіфізарна пластинка
Епіфізарна пластинка — пластинка гіалінового хряща між епіфізом та метафізом трубчастих кісток. Епіфізарна пластинка відзначається у дітей та підлітків; у дорослих її немає; після закінчення зростання вона заміщується епіфізарною лінією. Зона зростання — ділянка зростальної тканини з обох кінців довгих трубчастих кісток у дітей та підлітків. Від її зростання залежить майбутня довжина та форма зрілої кісткової тканини. Після завершення зростання наприкінці пубертатного віку (для кожної кістки є свій вік закриття цих зон) зростання їх завершується, і зона зростання заміщається твердою кістковою тканиною.
| Череп | Це незавершена стаття з анатомії. Ви можете допомогти проєкту, виправивши або дописавши її. |